# Lucas Bernardi
Lucas Ademar Bernardi, (Rosário, 27 de Setembro de 1977) é um ex-futebolista, e atualmente treinador de futebol argentino.. Atualmente, comanda Godoy Cruz.